# Grammia anna
Grammia anna là một loài bướm đêm thuộc phân họ Arctiinae, họ Erebidae.